# Chiesa di San Donnino (Reggio Emilia)
La chiesa di San Donnino Martire è la parrocchiale di Massenzatico, frazione di Reggio Emilia, in provincia di Reggio Emilia e diocesi di Reggio Emilia-Guastalla; fa parte del vicariato urbano di Reggio Emilia.

## Storia
La prima attestazione di una chiesetta a Massenzatico risale all'anno 892; nel 1465 papa Paolo II unì la chiesetta alla mensa vescovile di Reggio nell'Emilia.
L'edificio fu riedificato a una sola navata nel 1615; venne dotato di tre altari.
La nuova parrocchiale è frutto del rifacimento condotto nel XVIII secolo, che comportò l'ampliamento della struttura e la ricostruzione della torre campanaria.
La chiesa venne poi decorata e abbellita nel 1866 dall'artista Geremia Manzini.
Nel 1987 un evento sismico interessò l'edificio, il quale fu sottoposto a un intervento di restauro conclusosi nel 1990; nel 1996 la chiesa venne danneggiata da un nuovo terremoto e, pertanto, dovette essere ristrutturata nel 2001.

## Descrizione

### Facciata
La facciata, caratterizzata ai lati da due corpi minori, presenta nel registro inferiore due portali, dei quali uno è però chiuso, e in quello superiore quattro lesene, due finestre e una nicchia che ospita la statua avente come soggetto San Donnino Martire.

### Interno
L'interno è costituito da una sola navata, introdotta da un vestibolo caratterizzato da alcune colonne; su di essa s'affacciano due cappelle laterali.
L'aula termina con il presbiterio, sopraelevato di due scalini e a sua volta chiuso dal coro di forma quadrata.